# 布拉日尼基 (哈爾科夫市鎮)
49°59′35″N 36°24′26″E / 49.99306°N 36.40722°E
布拉日尼基（羅馬化：Brazhnyky）是烏克蘭東部哈尔基夫州哈尔基夫区哈尔基夫市镇的地方，原为一村庄。處於內梅什利亞河畔，距離斯洛比茨凱和普雷萊斯内3.5公里，始建於1778年，面積0.22平方公里，海拔高度138米，2001年人口102。